# Sachiko Chijimatsu
Sachiko Chijimatsu, nata Sachiko Suetsune (Fukuoka, 30 novembre 1937), è un'attrice e doppiatrice giapponese.
È principalmente conosciuta per aver doppiato la madre di Nobita nella serie animata Doraemon e nei film ad esso correlati, dal 1979 al 2005. È attualmente rappresentata dalla 81 Produce.

## Doppiaggio
- Sally la maga (Kabu)
- Lo specchio magico (Shippona)
- Cyborg 009 (Cyborg 001 / Ivan Whiskey)
- Astro Boy (Naoto)
- Star Blazers (Madre di Shima / Moglie di Tokugawa)
- Toriton (Moya)
- Gatchaman - Battaglia dei pianeti (Yamori)
- Le nuove avventure di Pinocchio (Boy)
- Calimero (Deppa)
- Candy Candy (Jimmy)
- Cutie Honey (Twin Panther 1)
- Ginga hyōryū Vifam (Jimmy)
- Il Grande Mazinga (Haruna Shiratori)
- Godam (Norisuke Kawaguchi)
- Hela Supergirl (Miko)
- Anpanman (Mochi Oba-san, 1ª voce)
- L'Uomo Tigre (Chappy)
- Time Bokan (Prince)
- Yattaman (Hiyowakamaru)
- Combattler V (Kosuke Kita)
- Belfy e Lillibit (Napoleon "Snagglebit")
- Doraemon (Tamako Nobi (1979 - 2005))
- Bia, la sfida della magia (Apo Kanzaki)
- Hello! Spank (Barone)
- Hello! Spank - Le pene d'amore di Spank (Barone)
- Shin Moomin (Menmen-kun)
- Doraemon (Tamako Kataoka)

## Riconoscimenti
| Anno | Premio           | Categoria            | Risultato |
| ---- | ---------------- | -------------------- | --------- |
| 2016 | 10° Seiyu Awards | Premio alla Carriera | Vinto     |

## Doppiatori italiani
- Massimiliano Manfredi e Riccardo Rossi in Dolce Candy
- Francesca Rossiello in Doraemon (ed. 1979), Doraemon nel paese preistorico, Doraemon nel paese delle meraviglie e Doraemon esplora lo spazio
- Massimo Corizza in Sally la maga
- Corrado Conforti in Cyborg 009
- Rita Baldini in Belfy e Lillibit
- Suzy Fassetta (come Apo Japo) e Emanuela Fallini (come Kylia) in Bia, la sfida della magia